# 曲斑眉眼蝶
曲斑眉眼蝶（學名：Mycalesis perseus），又名新目蝶、裴斯眉眼蝶、無紋蛇目蝶、小單環眉眼蝶、曲紋眉眼蝶。，是一種分佈於南亞與東南亞的蛺蝶科蝴蝶。

## 描述
曲斑眉眼蝶表現出季節性二型性，具有明顯的雨季型與乾季型。
雨季型。 雌雄相似。翅背面為深至略淡的棕色。前翅在第2翅室有一枚中央白色、赭色環緣的黑色眼紋，第5翅室偶見一小而類似的眼紋。後翅均一，偶見2至3枚後中區模糊眼紋。前後翅近端部與端部均具淡色線紋。翅腹面：底色與上面相同，亦具近端部與端部線條，但中央橫帶被一條共同的紫白色窄帶橫斷。前翅具2至4枚眼紋，後翅通常有7枚，樣式類似但比翅背面更清晰；兩翅的眼紋由內外側彎曲的紫白色線條夾邊。僅於後翅的3枚後方眼紋成直線排列，其餘則明顯向外彎曲。在雌蝶中，前翅背面上的中間或後方眼紋一般比雄蝶來得大。
乾季型。－雌雄相似。翅背面與雨季型相近，但中間眼紋通常較小。翅腹面為棕色，略帶紫色暈染，並散布有較深棕色的細小橫紋條；橫向中帶模糊，常僅由脈上的黑點表示，有時外側有一條赭黃色模糊帶邊。眼紋逐漸退化，但當仍可見為極小斑點時，其排列方式與雨季型相同。觸角、頭部、胸部與腹部皆為棕色；觸角側邊有時為灰白色，末端為黑色。雄蝶性標為第2型，但位於前翅腹面的性標體積較小（約長2單位），呈黑色。
展翅寬度為42–54 毫米。

## 分佈
分布遍及東洋區全境及澳洲區北部，臺灣僅見於本島南部低海拔地區。

## 棲地
棲息於常綠闊葉林、荒地及果園，一年多代，全年可見。成蝶活動於遮蔭處，飛行活潑；幼蟲取食藤竹草、巴拉草等禾本科植物。

## 圖庫

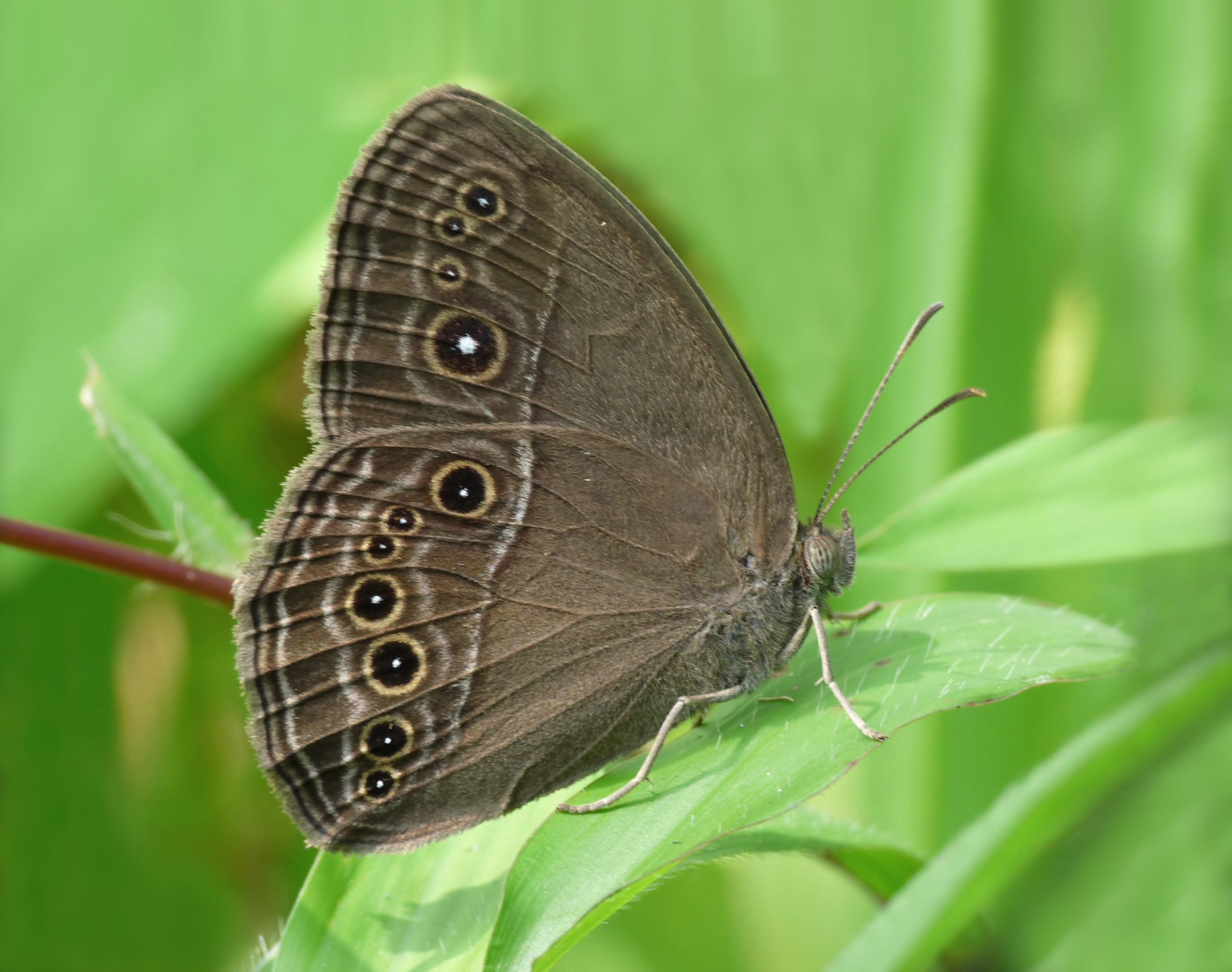
雨季型，喀拉拉邦
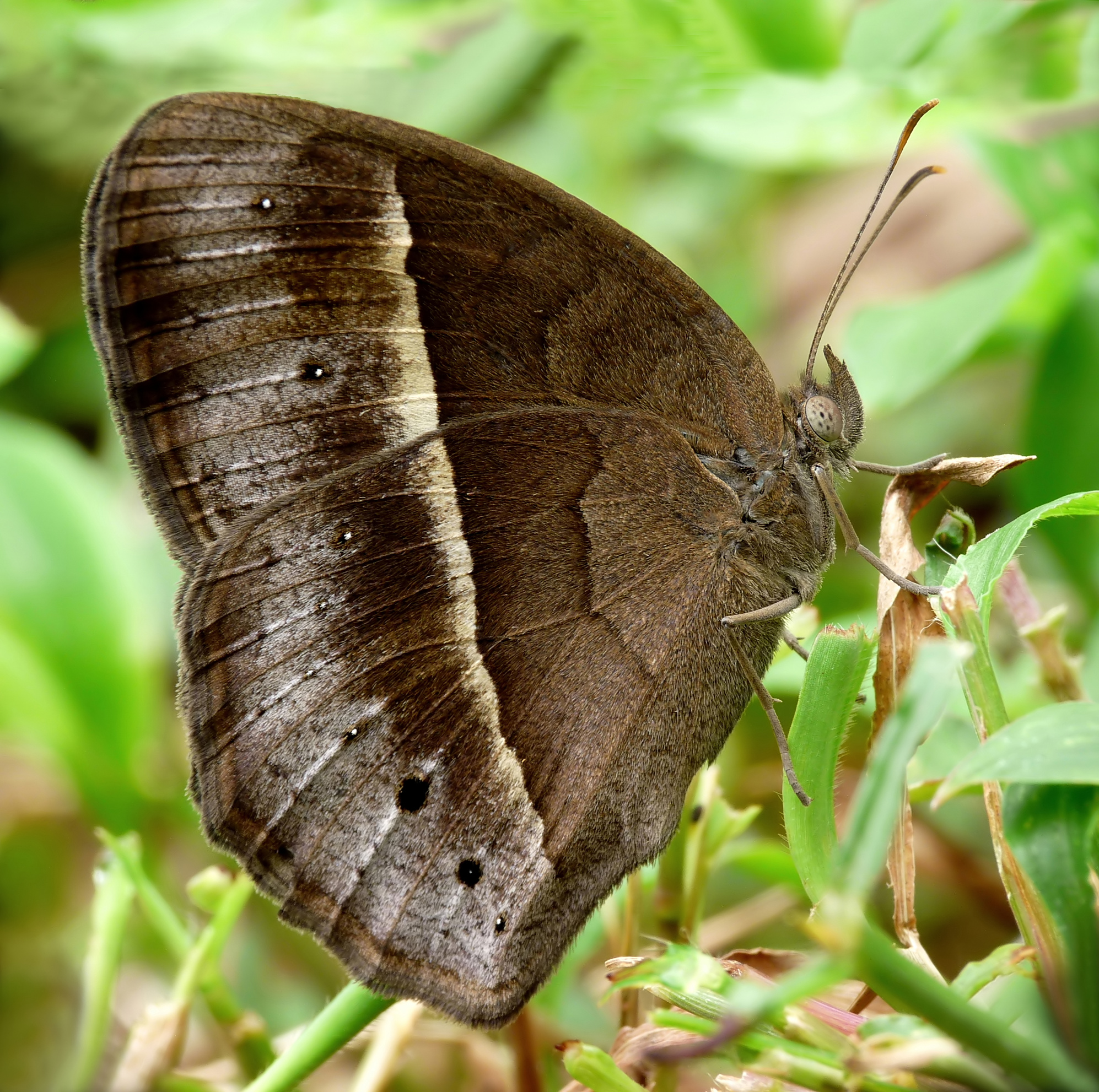
乾季型，喀拉拉邦
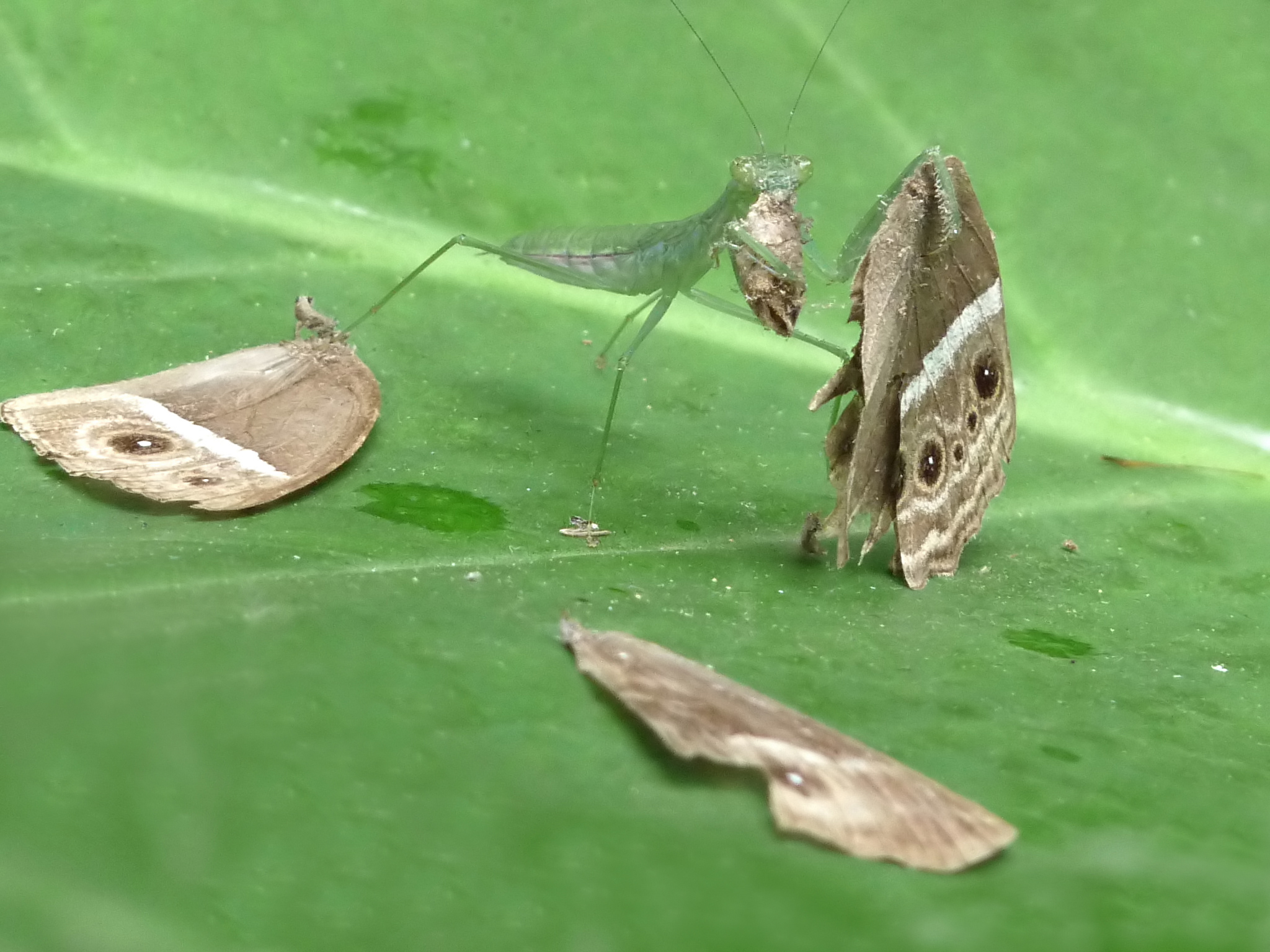
螳螂捕食曲斑眉眼蝶
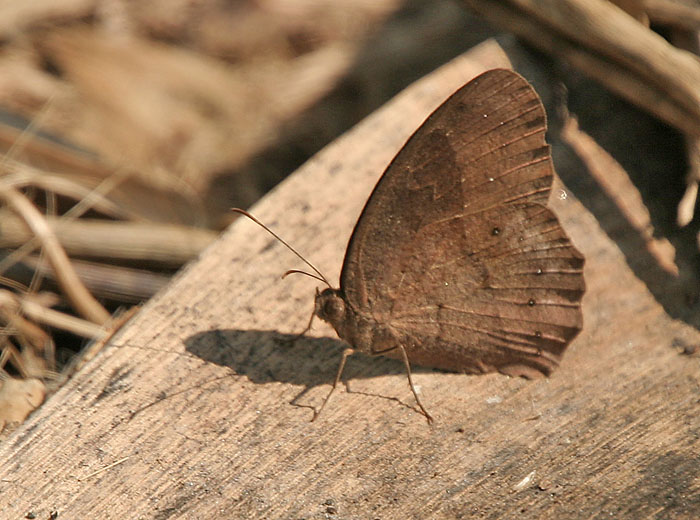
乾季型，位於西孟加拉邦的加爾各答附近納倫德拉普爾
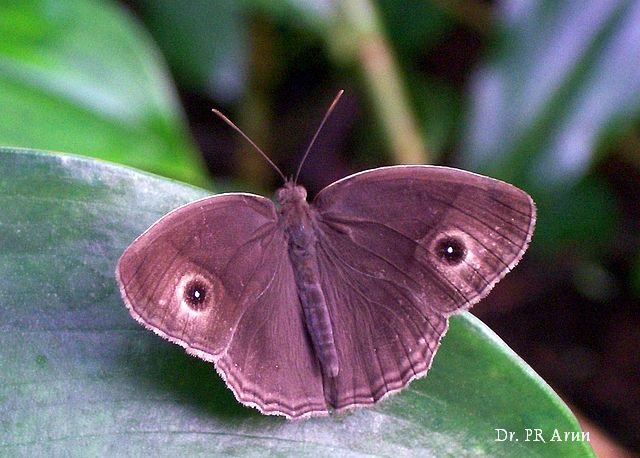
上方視角
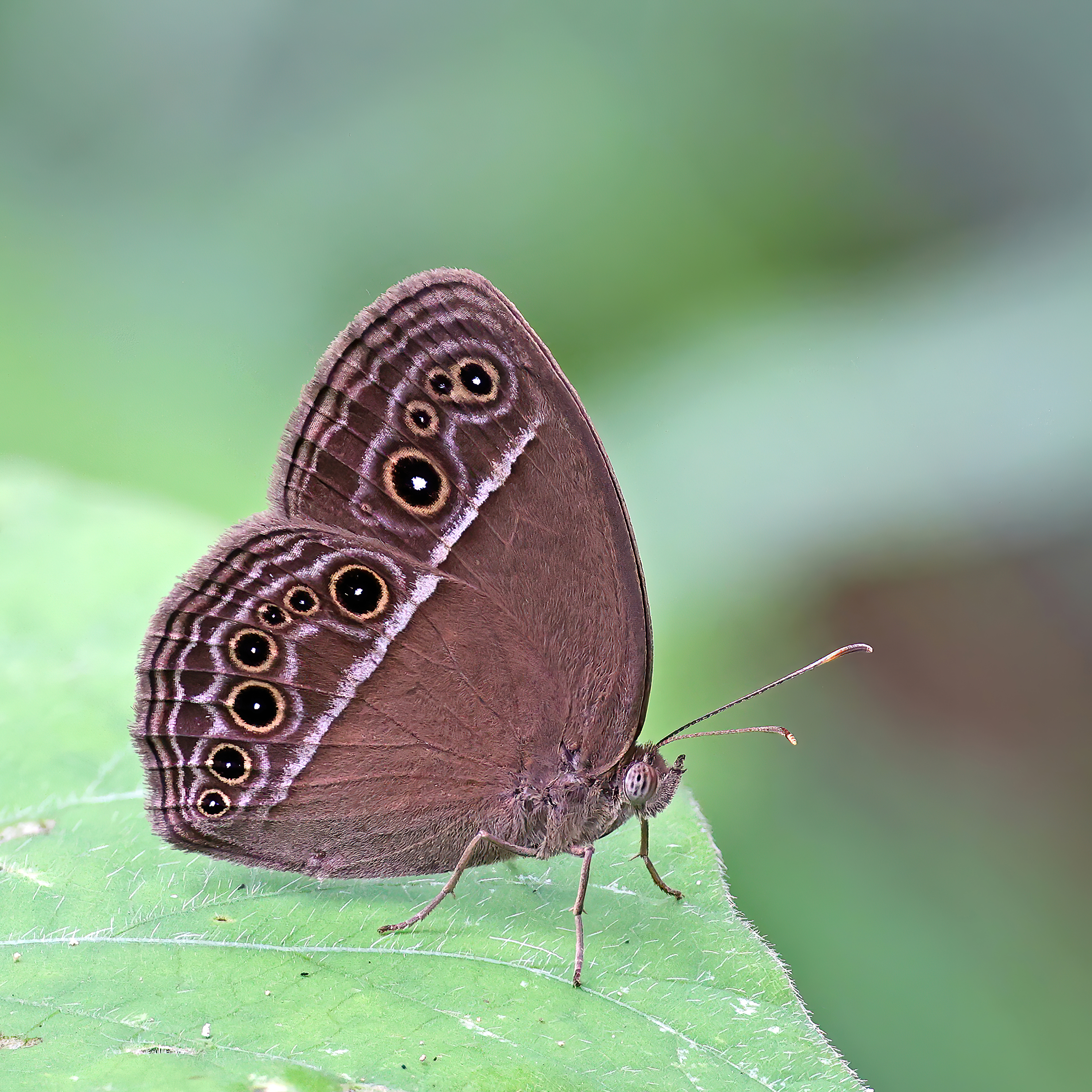
M. p. cepheus，泰國
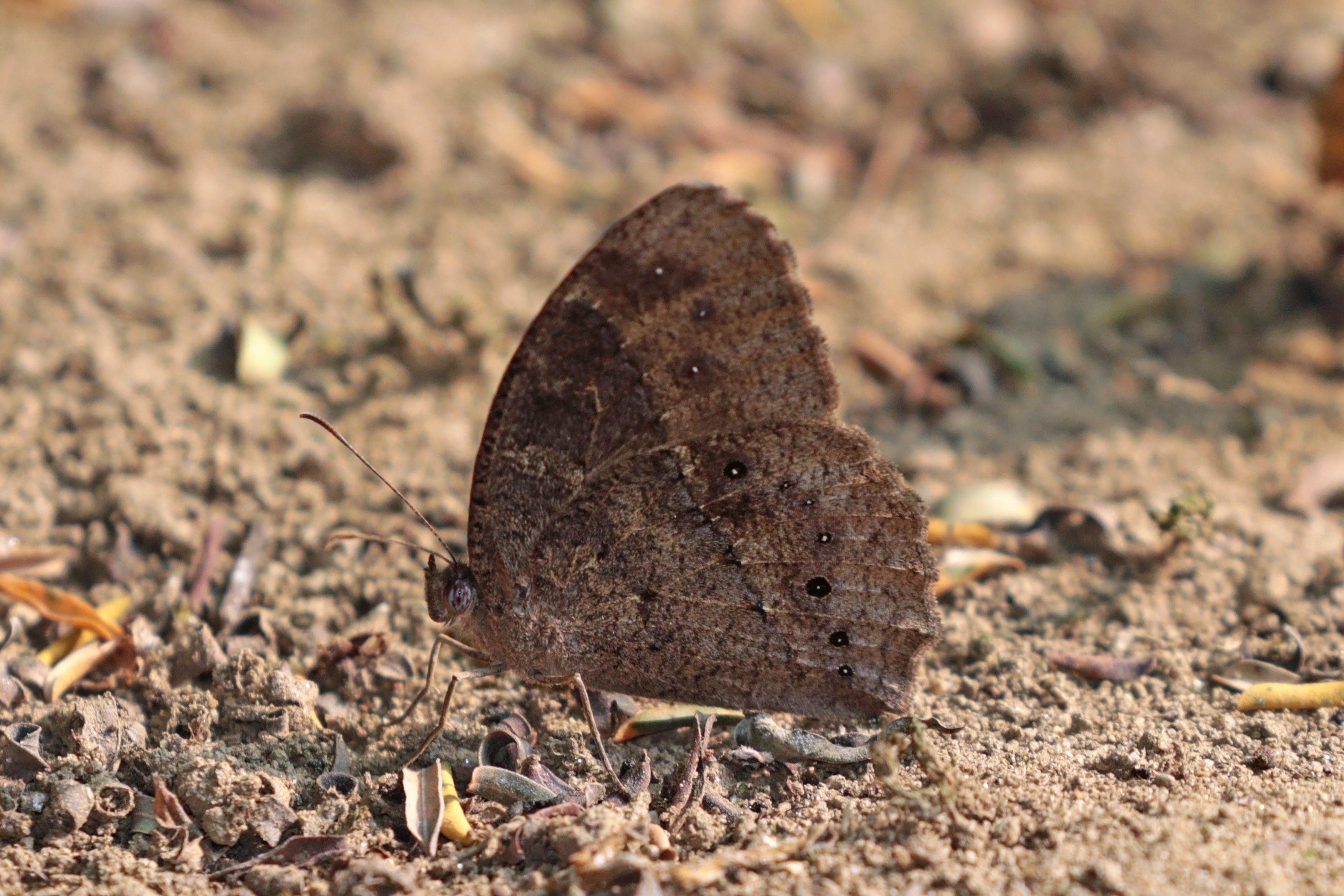
喜馬拉雅曲斑眉眼蝶（M. p. blasius）乾季型